# Simone di Giovanni Ghini
Simone Ghini, figlio di Giovanni di Lapo (1410 circa), è stato uno scultore italiano attivo a Firenze.
Nato intorno al 1410, di lui si hanno notizie fino al 1476 circa (secondo altri fino al 1491), formatosi nell'ambiente fiorentino, la sua opera risente degli influssi dell'attività di Donatello. 
La sua attività fu segnata dalle commissioni di papa Pio II: sappiamo di una rosa d'oro donata alla natia Corsignano, andata perduta in seguito alla sua cessione ad uno scultore morto povero e fallito da parte del capitolo cattedrale di Pienza quale prezzo per l'acquisto di due statue di San Pietro e San Paolo; un'altra rosa, probabilmente simile, fu donata all'avita Siena, e qui ancora conservata nell'anticappella del Museo civico (Palazzo pubblico).
Ma sua opera più famosa è il reliquiario della testa di Sant'Andrea, commissionata sempre da papa Pio II per custodire il cranio del santo nella basilica di San Pietro, e ora conservata nel museo diocesano di Pienza.